# 2MASS J00084563+2350186
2MASS J00084521+2350184은 NGC 8의 동반성이며, K형 주계열성이다.